# Phragmorchis teretifolia
Phragmorchis teretifolia – gatunek roślin z monotypowego rodzaju Phragmorchis z rodziny storczykowatych (Orchidaceae). Endemiczne rośliny epifityczne występujące na wyspie Luzon na Filipinach.

## Systematyka
Gatunek sklasyfikowany do podplemienia Aeridinae w plemieniu Vandeae, podrodzina epidendronowe (Epidendroideae), rodzina storczykowate (Orchidaceae), rząd szparagowce (Asparagales) w obrębie roślin jednoliściennych.